# Clasificación de Viena
La clasificación de Viena es un sistema de internacional por el que se establece una clasificación de los elementos figurativos de las marcas.

## Clasificación
La clasificación de Viena fue creada en 1973 durante la reunión del Committee of Experts of the Vienna Union. En vistas del acuerdo alcanzado en Viena, se estableció una clasificación internacional de los elementos figurativos de las marcas. Se trata de un sistema de clasificación internacional adoptado y firmados por muchos Estados y utilizado para clasificar los elementos figurativos de las marcas. El acuerdo se firmó el 12 de junio de 1973, entró en vigor el 9 de agosto de 1985 y se modificó el 1 de octubre de 1985. Luego siguieron varias actualizaciones, ya que se actualiza el 1 de enero de cada cinco años. En 2013 se publicó la séptima edición. 
Los Estados firmantes del Acuerdo de Viena se comprometieron a indicar en todos sus documentos oficiales y en cualquier publicación que realicen en relación con el registro de sus marcas, los números de las categorías, divisiones y secciones de la Clasificación de Viena. La clasificación consiste en un sistema jerárquico que procede de lo general a lo particular y clasifica los elementos figurativos de las marcas en categorías, divisiones y secciones, en función de su forma. Esta clasificación es administrada por la Organización Mundial de la Propiedad Intelectual (OMPI).
La clasificación constituye un sistema jerárquico que va de lo general a lo particular y clasifica los elementos figurativos en categorías, divididas a su vez en divisiones y secciones. Tiene 4 niveles y 29 categorías. Cada categoría, división y sección ha sido numerada según un sistema de codificación especial. Cada elemento figurativo de una sección está referido por tres números: el primero, que puede ser cualquier número del 1 al 29, denota la categoría; el segundo, que puede ser cualquier número del 1 al 19, la división; y el tercero, que puede ser cualquier número del 1 al 30, la sección.
La finalidad de esta clasificación es facilitar las búsquedas anticipadas de marcas y evitar el trabajo de reclasificación cuando se intercambian documentos a nivel internacional. El objetivo es mejorar la búsqueda de marcas en los documentos nacionales e internacionales. Tiene la ventaja de presentar solicitudes de registro de marcas con elementos codificados en un único sistema de clasificación y eso facilita las búsquedas cuando se intercambian documentos entre los estados.
Entre otras cosas, la clasificación de Viena se utiliza para cuerpos celestes, fenómenos naturales y mapas geográficos. También se usa para clasificar patologías y enfermedades como la displasia en las enfermedades digestivas.